# Robert Bremberg

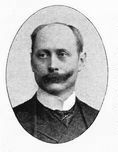
Robert Bremberg

Axel Robert Fredrik Bremberg, född 16 september 1866 i Hedvig Eleonora församling, Stockholm, död 4 februari 1948 i S:t Matteus församling, Stockholm, var en svensk ingenjör.
Efter mogenhetsexamen 1887 blev Bremberg elev vid Kungliga Tekniska högskolan 1889 och avlade avgångsexamen 1892. Han var anställd vid bland annat Crompton C:o och The British Thomson Houston C:o i London 1892–99 och vid Union Elektricitäts-Gesellschaft i Berlin 1899–1901, verkställande direktör vid Elektriska AB Magnet i Ludvika 1901–02 och praktiserande ingenjör i Stockholm från 1902. Bremberg är begravd på Norra begravningsplatsen utanför Stockholm.